# آبشار ویلیام اسپورت
آبشار ویلیام اسپورت (به انگلیسی: Williamsport Falls) آبشاری است که در ایندیانا واقع شده و ارتفاع کلی ریزشگاه آن ۹۰ فوت (۲۷ متر) است.